# Список местнических дел

Список местнических дел — обзор всего комплекса сохранившихся местнических дел на протяжении двух столетий, связанных с институтом местничества, является результатом большой работы по созданию хронологического реестра местнических конфликтов, отсутствующих в Царском архиве, Государевом разряде (и всех прочих разрядах). Большая часть представленных дел из родовых архивах XV—XVII веков, уцелевших благодаря предъявлению их подлинников или копий на процессах или доказательств в суде. Документы местнических дел, сохранившие «местниками», копировались в Разрядном приказе, Палате родословных дел и позволяют проследить карьеру лиц, участвующих в конфликтах и родов в сторону «захудания». Историография местнических дел отражает «генеалогическое сознание» родовой корпорации своего рода и родов-соперников.
В список включены все выявленные подлинные местнические дела, сохранившиеся полностью или частично, в виде столбцов или записей в делопроизводственных книгах и частных архивах:
| год                         | Местник                                                                                            | Ответчик                                                                     | Местнический спор/Боярский приговор |
| --------------------------- | -------------------------------------------------------------------------------------------------- | ---------------------------------------------------------------------------- | --- |
| Иван IV Васильевич Грозный  | |                                                                              | |
| 1534                        | | Князь Стригин-Оболенский Александр Иванович                                  | Отказ от посольства в Крым |
| 1544                        | Грибакин Ширяй Григорьевич                                                                         | Князь Курлятьев-Большой Иван Константинович (1-е дело)                       | |
| 1544                        | Очин-Плещеев Захарий Иванович                                                                      | Шереметьев Семён Васильевич Князь Кнут-Шестунов Дмитрий Семёнович            | |
| 1563                        | Боярин Басманов Алексей Данилович                                                                  | Шереметьев Иван Васильевич                                                   | Басманова послали в польский поход подчинённым Шереметьева |
| 1565                        | Князь Татев Андрей Иванович                                                                        | Боярин Романов Никита Романович                                              | Князь, опричник А.И. Татев 2-й воевода левой руки "бил челом" на Н.Р. Романова 2-го воеводы Большого полка, считая себя выше. Приговор: А.И. Татеву "пригоже" быть ниже Н.Р. Романова.                                                  |
| 1567                        | Князь Ф.М. Трубецкой                                                                               | Князь Голицын Иван Юрьевич                                                   | Опричник Ф.М. Трубецкой 1-й воевода передового полка, И.Ю. Голицын 1-й воевода правой руки (по положению должностя считались равнозначными или безместными). В результате отмены похода местническое дело прекращено.                   |
| 1569                        | Боярин Очин-Плещеев                                                                                | Окольничий Умный-Колычёв Василий Иванович                                    | Бьют челом в отечествах, но велено быть без мест. Василию Умному ехать в Александровскую слободу и быть в Калуге воеводой по полкам. |
| 1575-1584                   | Князь Голицын Юрий                                                                                 | Князь Тёмкин Юрий                                                            | |
| 1576                        | Зюзин Василий григорьевич                                                                          | Нагой Фёдор Фёдорович                                                        | |
| 1579                        | Бутурлин Роман Дмитриевич                                                                          | Князь Курлятьев-Большой Иван Константинович (2-е дело)                       | |
| 1579                        | Князь Голицын Василий Юрьевич                                                                      | Князь Шуйский Иван Петрович                                                  | |
| 1582                        | Голицын Андрей Иванович                                                                            | Князь Шуйский Александр Иванович                                             | |
| 1583                        | Князь Трубецкой Фёдор Михайлович                                                                   | Князь Голицын Василий Юрьевич                                                | |
| 1583                        | Князь Хилков Андрей Дмитриевич                                                                     | Ласкирев Фёдор Михайлович                                                    | |
| 1583                        | Алферьев Роман Васильевич (1-е дело)                                                               | Головин Пётр                                                                 | утверждено, что род Алферьевых ниже Головиных |
| Фёдор Иванович              | |                                                                              | |
| 1588                        | Князь Долгорукий Тимофей Иванович                                                                  | Князь Приимков-Ростовский Данила Борисович                                   | |
| 1588                        | Князь Трубецкой Тимофей Романович                                                                  | Князь Куракин Григорий Андреевич                                             | |
| 1589                        | Алферьев Роман Васильевич (2-е дело)                                                               | Князь Засекин Григорий                                                       | |
| 1589                        | Боярин, князь Шестунов Фёдор Дмитриевич                                                            | Князь Хворостинин Дмитрий Иванович                                           | |
| 1589                        | Думный дворянин Алферьев Роман Васильевич (3-е дело)                                               | Князь Зубок-Засекин Григорий Осипович                                        | |
| 1589                        | Бутурлин Фёдор Андреевич                                                                           | Квашнин Василий Андреевич                                                    | |
| Борис Фёдорович Годунов     | |                                                                              | |
| 1591                        | Полёв Иван Осипович (1-е дело)                                                                     | Князь Щербатый Василий Григорьевич                                           | |
| 1593                        | Князь Вяземский Иван Михайлович                                                                    | Князь Елецкий Иван Андреевич                                                 | |
| 1593                        | Князь Щербатый Лука Осипович                                                                       | Князь Бахтеяров-Ростовский Владимир Иванович (1-е дело)                      | |
| 1599                        | Князь Чёрт-Долгоруков Григорий Иванович (1-е дело)                                                 | Князь Бахтеяров-Ростовский Владимир Иванович (2-е дело)                      | |
| 1599                        | Князь Чёрт-Долгоруков Григорий Иванович (2-е дело)                                                 | Князь Шугрея Гвоздёв Михаил Фёдорович                                        | |
| 1600                        | Измайлов Артемий Васильевич (1-е дело)                                                             | Полёв Иван Осипович (2-е дело)                                               | |
| 1600                        | Дьяк Неелов Иван Васильевич                                                                        | Дьяк Клобуков Григорий Иванович                                              | |
| 1602                        | Пильемов Юрий Григорьевич                                                                          | Князь Лыков Фёдор Иванович                                                   | |
| 1603                        | Князь Пожарский Дмитрий Михайлович (1-е дело)                                                      | Князь Лыков Борис Михайлович                                                 | |
| 1603                        | Дьяк Желябужский Григорий Григорьевич                                                              | Дьяк Сафонов Игнат Иванович                                                  | |
| 1603                        | Князь Аксак-Бельский Дмитрий                                                                       | Князь Звенигородский Иван                                                    | |
| Фёдор Борисович Годунов     | |                                                                              | |
| 1605                        | Пушкин Гаврила Григорьевич                                                                         | Князь Звенигородский Фёдор Андреевич                                         | |
| Михаил Фёдорович            | |                                                                              | |
| 1613                        | Боярин Салтыков Борис Михайлович                                                                   | Князь Пожарский Дмитрий Михайлович (2-е дело)                                | Отказ об объявлении пожалованного боярства Салтыкову Б. М. |
| 1615                        | Коробьин Семён Гаврилович                                                                          | Измайлов Артемий Васильевич (2-е дело)                                       | |
| 1617                        | Вердеревский Ю. В. (1-е дело) Кологривов И. П.                                                     | Князь Гагарин Афанасий Фёдорович                                             | |
| 1617                        | Князь Касаткин-Ростовский Богдан Васильевич                                                        | Князь Туренин Василий Иванович                                               | |
| 1618                        | Тульские городовые дворяне                                                                         | Вердеревский Юрий Васильевич (2-е дело)                                      | |
| 1619                        | Боярин Морозов Василий Петрович                                                                    | Боярин, князь Трубецкой Дмитрий Тимофеевич                                   | |
| 1619                        | Левашов Афанасий Никифорович                                                                       | Исленьев Степан Иванович                                                     | |
| 1620                        | Демьянов Яков Афанасьевич                                                                          | Писемский Иван Прохорович                                                    | |
| 1622                        | Татищев Юрий Игнатьевич                                                                            | Головин Семён Васильевич                                                     | |
| 1623                        | Бегичев Иван Кузьмич                                                                               | Загряжский Григорий Алексеевич                                               | |
| 1623                        | Наумов Андрей Фёдорович                                                                            | Князь Барятинский Василий Романович                                          | |
| 1624                        | Князь Звенигородский Юрий Андреевич                                                                | Татев Иван Фёдорович                                                         | |
| 1624                        | Князь Долгоруков-Шабановский Данила Иванович                                                       | Боярин Шереметьев Фёдор Иванович                                             | |
| 1625                        | Ляпунов Владимир Прокофьевич Ляпунов Ульян Семёнович                                               | Князь Волконский Фёдор Фёдорович (1-е дело) Ловчиков Иван Юрьевич (1-е дело) | |
| 1625                        | Крюков Максим Петрович (1-е дело)                                                                  | Князь Волконский Фёдор Фёдорович (2-е дело) Ловчиков Иван Юрьевич (2-е дело) | |
| 1626                        | Колтовский Семён Васильевич                                                                        | Князь Волконский Григорий Константинович (1-е дело)                          | |
| 1627                        | Благой Иван Владимирович                                                                           | Князь Шаховской Иван Фёдорович                                               | |
| 1627                        | Пушкин Василий Никитич                                                                             | Плещеев Андрей Осипович                                                      | |
| 1627                        | Уваров Иван Уваров Осип Сухотин Михаил Иванович                                                    | Хрущов Степан Лукьянович                                                     | |
| 1627-1630                   | Княгиня Троекурова Ульяна Васильевна                                                               | Бутурлина Екатерина Ивановна                                                 | |
| 1629                        | Князь Пожарский Роман Петрович                                                                     | Князь Приимков-Ростовский Александр Данилович                                | |
| 1631                        | Каширяне дворяне                                                                                   | Каширяне дети боярские                                                       | Конфликт из-за выбора окладчиков |
| 1631-1632                   | Князья Мещерские                                                                                   | Князь Волконский Григорий Константинович (2-е дело)                          | |
| 1631                        | Князь Вяземский Василий Григорьевич                                                                | Вельяминов Мирон Андреевич                                                   | |
| 1632                        | Князь Елецкий Фёдор Андреевич                                                                      | Князь Буйносов-Ростовский Иван Петрович                                      | |
| 1632                        | Волынский Владимир Васильевич                                                                      | Боярин Шеин Михаил Борисович                                                 | |
| 1632                        | Вердеревский И. П.                                                                                 | Пушкин Б. Г. Крюков Максим Петрович (2-е дело)                               | |
| 1633                        | | Князь Черкасский Иван Борисович                                              | Отказ от вручения грамоты за печатями членов Боярской думы шведским послам |
| 1633                        | Князь Одоевский Никита Иванович Князь Куракин Фёдор Семёнович                                      | Боярин. князь Черкасский Дмитрий Мамстрюкович                                | |
| 1633                        | Князь Шаховской Иван Фёдорович                                                                     | Князь Пожарский Дмитрий Михайлович                                           | |
| 1633-1634                   | Сумин-Курдюков Ларион Григорьевич                                                                  | Князь Ромодановский Василий Григорьевич                                      | |
| 1634                        | Городовые дворяне псковичи, пусторжевцы, опочцы                                                    | Сумин-Курдюков Ларион Григорьевич                                            | |
| 1635                        | Кокорев Борис Иванович                                                                             | Вельяминов Мирон Андреевич                                                   | |
| 1635                        | Фомин Леонтий Степанович                                                                           | Колтовский Фёдор Севастьянович                                               | |
| 1635                        | Фустов И. Т. Колтовский Ф. С.                                                                      | Князь Барятинский П. Р. Князь Львов Д. П.                                    | Борятинские люди честные и родословные, а Фустов человек не родословный, хотя и его родители бывали в разрядах выше Борятинского, только быть им меньше Борятинских.                                                                    |
| 1636                        | Огалины: Иван Матвеевич Иван Павлович Логгин Павлович Фёдор Павлович                               | Кучюков Иван Фёдорович                                                       | |
| 1637                        | Стряпчие, московские дворяне. жильцы                                                               | Вельяминов Иван Яковлевич                                                    | |
| 1637-1638                   | Хитрово Семён Савельевич                                                                           | Лодыженский Максим Савинович                                                 | |
| 1639                        | Городовые дворяне угличане                                                                         | Шубинский Иван Юрьевич Маракушев Борис Третьяков Богдан                      | |
| 1640                        | Князь Куракин Фёдор Семёнович                                                                      | Князь Трубецкой Алексей Никитич                                              | |
| 1640                        | Еропкины: Михаил Фёдорович Василий Михайлович                                                      | Шереметьев Фёдор Иванович                                                    | Конфликт с боярином Ф.И. Шереметьевым в связи с местническим делом И.Ф. Еропкина и князя В.Г. Меньшого-Ромодановского. |
| 1642                        | Князь Шелешпанский Василий Фёдорович                                                               | Глебов Фёдор Богданович                                                      | |
| 1644                        | Городовые дворяне коломничи                                                                        |                                                                              | Челобитье в связи с записью их корпорации ниже других городовых корпораций. |
| Алексей Михайлович          | |                                                                              | |
| 1646-1649                   | |                                                                              | Дело об учреждении в сотнях чина знаменщиков из городовых дворян и их протестах.//На основании этого местнического дела вышел Указ о назначении знаменщиков и определении их мест (1646 с дополнениями 1648)                            |
| 1648                        | Отяев Василий Петрович                                                                             |                                                                              | Челобитье в связи с назначением в Новую четь на выемки. |
| 1648                        | Лопухин Илларион Дмитриевич                                                                        |                                                                              | Челобитье о записи его с дворянами, а не с дьяками, в связи с делом дьяки-гости. |
| 1648                        | Дворяне и дети боярские решане                                                                     |                                                                              | Дело по их челобитной о повёрстывании их и выдаче им оклада "по старинке", а не с новыми городами. |
| 1650                        | Князья Буйновы-Ростовские                                                                          | Князь Лыков Иван Князь Лыков Алексей                                         | За несправедливое местничество наказаны князья Лыковы |
| 1650                        | Боярин Головин В.                                                                                  | Князь Репнин Б.                                                              | За несправедливое местничество боярин Гововин заключён в тюрьму. |
| 1650                        | Стрелецкие головы: Зыбин Евстафий Зыбин Иван                                                       | Окольничий Хитрово Богдан Матвеевич                                          | За несправедливое местничество стрелецкие головы Зыбины заключены в тюрьму. |
| 1650                        | Ромодановские                                                                                      | Боярин Салтыков Иван                                                         | Местнический спор в крестном ходу//Признано несправедливое местничество Ромодановский к Салтыковым. |
| 1651                        | Князь Ромодановский В.                                                                             | Бутурлин В.                                                                  | В наказание за неприятие пожалованного чина князю В. Ромодановскому, на него наложен штраф и признано несправедливое местничество против Бутурлина.                                                                                     |
| 1652                        | Князь Мышецкий Д.                                                                                  | Окольничий Плещеев Михаил                                                    | За несправедливое местничество наказан князь Д. Мышецкий. |
| 1652                        | Бояре (?)                                                                                          | Князья Долгоруковы: Юрий и Дмитрий                                           | За несправедливое местничество против бояр (?) князья Долгоруковы заключены в тюрьму. |
| 1653                        | (?)                                                                                                | (?)                                                                          | Взыскан денежный штраф за несправедливое местничество |
| 1655                        | Свияжские мурзы                                                                                    | Голова Наумов Михаил                                                         | За непослушание и невежливые слова бить кнутом Наумова Михаила и сослать в Сибирь |
| 1662                        | Языковы: Иван Семёнович, Андрей и Иван Максимовичи, Павел Петрович, Пётр Васильевич                |                                                                              | Челобитье на городовых дворян Языковых |
| 1668                        | Яковлевы: Евдоким и Роман Елизарьевичи                                                             | Дмитриев Михаил Михайлович (1-е дело)                                        | |
| 1668                        | Князь Волконский Яков Петрович                                                                     | Князь Барятинский Данила Афанасьевич                                         | |
| 1668                        | Засецкий Фёдор Григорьевич                                                                         | Дмитриев Михаил Михайлович (2-е дело)                                        | |
| 1669                        | Князь Лобанов-Ростовский Александр Ивановис                                                        | Князь Хованский Пётр Иванович (1-е дело)                                     | |
| 1669                        | Дьяк Фёдоров С.                                                                                    | Воеводы и начальные люди Белгородского разряда                               | |
| 1671                        | Вельяминов Лев Яковлевич                                                                           | Салтыков Лев Иванович                                                        | |
| 1671                        | Юрьев Глеб Стенпанович                                                                             | Князь Ромодановский Григорий Григорьевич (1-е дело)                          | |
| 1672                        | Милославский Иван Богданович (1-е дело)                                                            | Князь Одоевский Яков Никитич                                                 | |
| 1673                        | Апухтин Андрей Воинович                                                                            | Князь Волконский Владимир Андреевич                                          | |
| 1673                        | Хрущов Г. К. с братией                                                                             | Князь Коркодинов И. М.                                                       | Коркодиновы люди честные и родословные, смоленские князья, а Хрущовы люди не родословные и никакого счету родословных с не родословными быть не может.                                                                                  |
| 1674                        | Карамышев Алексей Иванович Загряжский Семён Фёдорович                                              | Скуратов Пётр Дмитриевич (1-е дело) Вердеревский Иван Иванович               | |
| 1674                        | Заборовский Семён Иванович                                                                         | Скуратов Пётр Дмитриевич (2-е дело)                                          | |
| Фёдор Алексеевич            | |                                                                              | |
| 1676                        | Свиньин Смирной Григорьевич                                                                        | Князь Козловский Григорий Афанасьевич (1-е дело)                             | |
| 1676                        | Кобяков Григорий Леонтьевич                                                                        | Князь Кольцов-Мосальский Иван Михайлович                                     | |
| 1676                        | Ляпунов Лука Владимирович                                                                          | Князь Козловский Григорий Афанасьевич (2-е дело)                             | |
| 1677                        | Князь Ромодановский Григорий Григорьевич (2-е дело)                                                | Князь Голицын Василий Васильевич (1-е дело)                                  | |
| 1677                        | Кобяков Григорий Алексеевич                                                                        | Князь Барятинский Юрий Никитич                                               | |
| 1677                        | Князья Хилковы: Фёдор Андреевич Фёдор Фёдорович                                                    | Князь Долгорукий Юрий Алексеевич                                             | |
| 1677                        | Грибоедов Семён Фёдорович                                                                          |                                                                              | Челобитье о подтверждении указа о безместии. |
| 1677                        | Князь Хованский Пётр Иванович (2-е дело)                                                           | Князь Голицын Василий Васильевич (2-е дело)                                  | |
| 1678                        | Неплюев Леонтий Романович                                                                          | Князь Щербатый Константин Осипович                                           | |
| 1678                        | Прончищев Иван Афанасьевич                                                                         | Милославский Иван Богданович (2-е дело)                                      | |
| 1679                        | Дьяк Судейкин Клим                                                                                 | Дьяк Истомин Полуэкт                                                         | |
| 1679                        | Батюшков Тимофей Фёдорович                                                                         | Мартаков Никифор Кириллович                                                  | |
| 1679                        | Князь Жировой-Засекин Михаил Фёдорович                                                             | Князья Велико-Гагины: Юрий Данилович Иван Данилович                          | |
| 1679                        | Князь Голицын Михаил Алексеевич                                                                    | Сибирский царевич Григорий Алексеевич                                        | Князь М. А. Голицын не принял участия в крестном ходе из-за сибирского царевича Григория Алексеевича и был найден в кирпичных сараях на берегу Москвы-реки.//Данный случай послужил причиной «Указа о безместии в крестных хода» (1679) |
| 1680                        | Протопопов Григорий Бурнашов Михаил                                                                | Горяинов Иван                                                                | |
| 1680                        | Князь Барятинский Данила Афанасьевич                                                               | Салтыков Пётр Михайлович                                                     | |
| 1681                        | Собакин Степан Афанасьевич                                                                         | Мертваго Осип Семёнович                                                      | |
| Иван V и Пётр I Алексеевичи | |                                                                              | |
| 1683                        | | Князь Козловский Пётр Михайлович                                             | Отказ от назначения |
| 1685                        | | Князь Хотетовский Иван Семёнович Павлов Родион михайлович                    | Отказ от назначения в крестный ход |
| 1686                        | Князья Долгоруковы: Юрий Владимирович Василий Владимирович Лука Фёдорович Борис Фёдорович          | Князья Голицыны: Пётр Алексеевич Иван Алексеевич                             | |
| 1691                        | Князь Козловский Григорий Афанасьевич (3-е дело)                                                   | Нарышкин Лев Кириллович                                                      | |
| 1691                        | Полтев Никита Андреевич Полтев Никита Дементьевич Зыбин Никита Евстафьевич Чаплин Михаил Никонович | Князья Барятинские: Семён Фёдорович Фёдор Фёдорович                          | |
| 1692                        | | Колтовский Семён Семёнович                                                   | Отказ от назначения |
| 1692                        | Самарины: Михаил Михайлович Семён Михайлович                                                       | Бутурлины: Василий Иванович Никита Иванович                                  | |
| 1692                        | Князь Ромодановский Михаил                                                                         | Шеин Алексей Семёнович                                                       | |
| 1693                        | Виниус Андрей Андреевич                                                                            | Михайлов Борис Михайлович                                                    | |
| 1694                        | Беклимишевы: Иван Михайлович Василий Михайлович                                                    | Князья Львовы; Алексей Иванович Иван Иванович                                | |